# Andrea Minguzzi

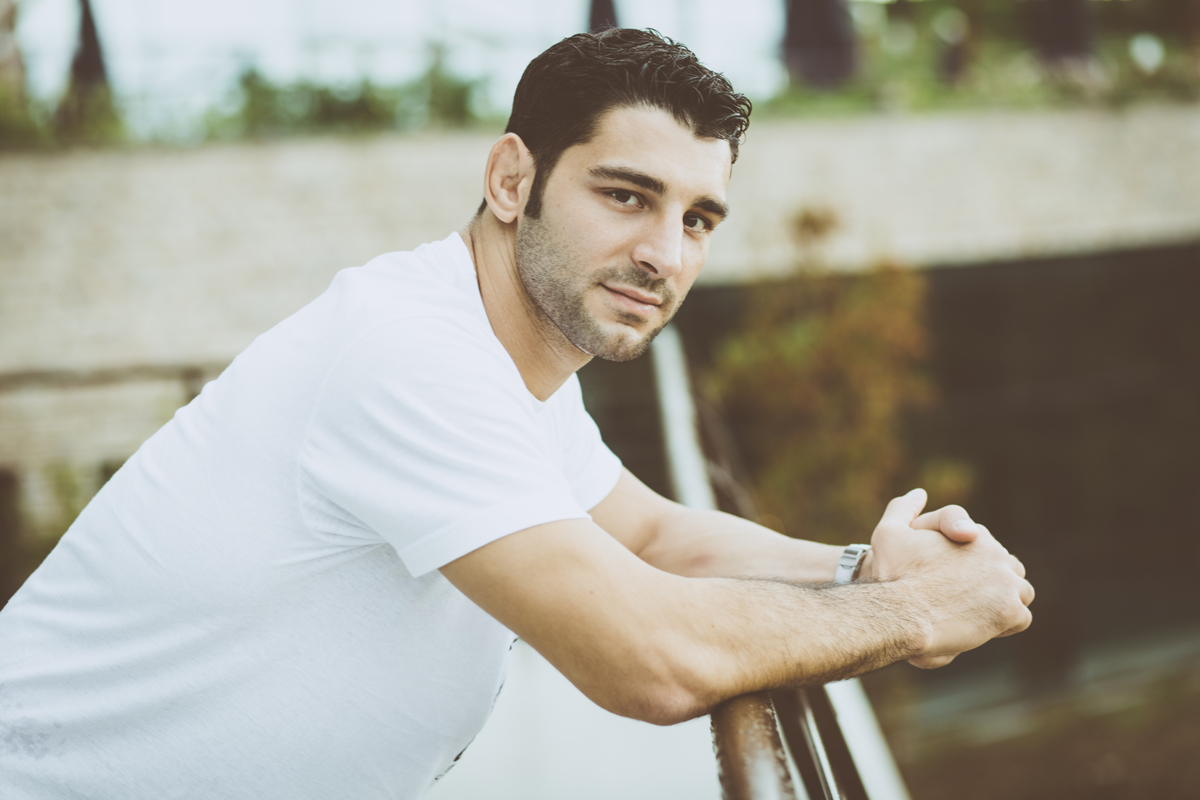

Andrea Minguzzi, född den 1 februari 1982 i Castel San Pietro Terme, Italien, är en italiensk brottare som tog OS-guld i mellanviktsbrottning i den grekisk-romerska klassen 2008 i Peking. I semifinalen slog Minguzzi ut svensken Ara Abrahamian efter ett mycket omdiskuterat domslut, för att därefter besegra Zoltan Fodor från Ungern i finalen.